# Franciszek Radziszewski
Franciszek Radziszewski (ur. 15 grudnia 1817 w Radziszewie Królach, zm. 3 sierpnia 1885 tamże) — polski bibliograf, bibliotekarz, nauczyciel.

## Życiorys
Urodził się 15 grudnia 1817 we wsi Radziszewo-Króle w rodzinie Józefa Feliksa i jego żony Joanny z domu Niemyska. Pierwsze nauki pobierał w domu oraz w szkole parafialnej w Brańsku. Następnie uczył się w szkole pijarskiej w Drohiczynie i w 1834-38 w gimnazjum i seminarium nauczycielskim w Witebsku.
W połowie lat trzydziestych postanowił opracować słownik biograficzny pisarzy polskich. Rozpoczął systematyczne gromadzenie materiałów. W 1838 ukończył nauki i rozpoczął pracę jako nauczyciel historii i geografii w szkole w Krasławiu.
Prace swoje publikował w "Athenaeum" oraz "Rubonie". Pod koniec 1845 miał gotowa sześć pierwszych liter zawierających informację o 1800 autorach.
W latach czterdziestych wraz z żoną i dziećmi przeniósł się do Petersburga i pracował jako tłumacz z języka łacińskiego i polskiego w kancelarii Ministerstwa Spraw Wewnętrznych i Departamencie Rządzącego Senatu. Poznał się  i współpracował z dyrektorem Biblioteki Cesarskiej. Poznał również Włodzimierza Platera, który zaproponował mu pracę w swojej bibliotece w Dąbrowicy i następnie w Wiśniowcu.
W grudniu 1859 Muzeum Starożytności w Wilnie powołało Radziszewskiego na członka współpracownika Komisji Archeologicznej.
Przed 1875 opuścił Wiśniowiec i przebywał w Litynce na Podolu i pod Berdyczowem. Pod koniec życia osiadł w rodzinnym Radziszewie Królach. Zmarł w Radziszewie Królach 3 sierpnia 1885 i pochowany został prawdopodobnie na cmentarzu w Ciechanowcu. Pozostawił po sobie 41 tomów z których 30 zaopatrzonych było w skorowidz alfabetyczny; część z tego nabyła księgarnia S. Orgelbranda i użyto przy redakcji Encyklopedii.
Nie jest znane imię i nazwisko panieńskie jego żony.

## Dokonania
Opracowane pozycje bibliograficzne:
- Krótka wiadomość o znakomitych bibliotekach w Europie; 1841,
- Wiadomość o drukarniach zagranicznych, w których wychodzą książki w różnych dialektach słowiańskich; 1841,
- Spis bibliograficzny dzieł wydanych w polskim języku i tyczących się historii, literatury i praw polskich od wynalezienia druku aż do naszych czasów; 1841,
- Rzut oka na źródła do biografii pisarzów polskich; 1845,
- Krótka wzmianka o jezuitach na Białorusi i o byłej Potockiej Akademii; 1847,
- Wiadomość historyczno-statystyczna o znakomitszych bibliotekach i archiwach publicznych i prywatnych, tak niegdyś byłych jako i obecnie istniejących w krajach dawną Polskę składających, a mianowicie: w Królestwie Polskim, Galicji, W. Ks. Poznańskim i zachodnich guberniach państwa rosyjskiego. Porządkiem abecadłowym miejsc ułożona; 1875.